# Jerntræ
Jerntræ (Lophira alata tidligere Casuarina) – også kaldet Azobé – vokser i Vestafrika. Træet bliver op til 50 meter højt. Veddet har en holdbarhed nogenlunde som egs. Det er særdeles anvendeligt som byggemateriale i havnebygning. Derimod er det stort set uegnet som snedkermateriale.